# Österreichische Alpine Skimeisterschaften 1968
Die Österreichischen Alpinen Skimeisterschaften 1968 fanden vom 29. Februar bis zum 3. März in Bad Kleinkirchheim statt.

## Herren

### Abfahrt
| Platz | Name                 | Zeit        |
| ----- | -------------------- | ----------- |
| 01    | Karl Schranz         | 1:52,63 min |
| 02    | Egon Zimmermann      | 1:53,37 min |
| 03    | Heinrich Messner     | 1:53,65 min |
| 04    | Karl Cordin          | 1:53,86 min |
| 05    | Reinhard Tritscher   | 1:53,99 min |
| 06    | Rudolf Sailer        | 1:54,32 min |
| 07    | Gerhard Bechter      | 1:54,86 min |
| 08    | Gerhard Nenning      | 1:55,28 min |
| 09    | Stefan Sodat         | 1:55,46 min |
| 10    | Peter Paul Etschmann | 1:56,21 min |

Datum: 1. März 1968

Ort: Bad Kleinkirchheim

Streckenlänge: 3100 m

### Riesenslalom
| Platz | Name               | Zeit        |
| ----- | ------------------ | ----------- |
| 01    | Reinhard Tritscher | 1:48,54 min |
| 02    | Heinrich Messner   | 1:50,90 min |
| 03    | Karl Schranz       | 1:51,21 min |
| 04    | Gerhard Nenning    | 1:51,92 min |
| 05    | Rudolf Sailer      | 1:52,38 min |
| 06    | Stefan Sodat       | 1:52,45 min |
| 07    | Herbert Huber      | 1:52,93 min |
| 08    | Franz Digruber     | 1:53,12 min |
| 09    | Norbert Wendner    | 1:53,74 min |
| 10    | Harald Rofner      | 1:53,78 min |

Datum: 2. März 1968

Ort: Bad Kleinkirchheim

### Slalom
| Platz | Name             | Zeit        |
| ----- | ---------------- | ----------- |
| 1     | Herbert Huber    | 1:39,15 min |
| 2     | Alfred Matt      | 1:39,91 min |
| 3     | Harald Rofner    | 1:40,10 min |
| 4     | Heinrich Messner | 1:40,83 min |
| 5     | Karl Schranz     | 1:41,07 min |
| 6     | Norbert Wendner  | 1:42,06 min |

Datum: 3. März 1968

Ort: Bad Kleinkirchheim

### Kombination
Die Kombination setzt sich aus den Ergebnissen von Slalom, Riesenslalom und Abfahrt zusammen.
| Platz | Name               | Punkte |
| ----- | ------------------ | ------ |
| 1     | Karl Schranz       | 26,487 |
| 2     | Heinrich Messner   | 29,234 |
| 3     | Herbert Huber      | 51,324 |
| 4     | Reinhard Tritscher | 52,830 |
| 5     | Gerhard Nenning    | 53,836 |
| 6     | Harald Rofner      | 71,955 |

## Damen

### Abfahrt
| Platz | Name              | Zeit        |
| ----- | ----------------- | ----------- |
| 01    | Olga Pall         | 1:44,81 min |
| 02    | Christl Haas      | 1:45,09 min |
| 03    | Wiltrud Drexel    | 1:45,70 min |
| 04    | Jutta Knobloch    | 1:46,35 min |
| 05    | Brigitte Seiwald  | 1:46,86 min |
| 06    | Evi Untermoser    | 1:46,89 min |
| 07    | Bernadette Rauter | 1:48,47 min |
| 08    | Elisabeth Pall    | 1:48,49 min |
| 09    | Gertrud Gabl      | 1:48,93 min |
| 10    | Anni Stocker      | 1:49,88 min |

Datum: 1. März 1968

Ort: Bad Kleinkirchheim

Streckenlänge: 2600 m, Höhendifferenz: 700 m

### Riesenslalom
| Platz | Name              | Zeit        |
| ----- | ----------------- | ----------- |
| 01    | Gertrud Gabl      | 2:05,35 min |
| 02    | Christl Haas      | 2:05,39 min |
| 03    | Olga Pall         | 2:06,44 min |
| 04    | Evi Untermoser    | 2:06,92 min |
| 05    | Elisabeth Pall    | 2:07,17 min |
| 06    | Bernadette Rauter | 2:07,51 min |
| 07    | Wiltrud Drexel    | 2:07,79 min |
| 08    | Brigitte Seiwald  | 2:08,26 min |
| 09    | Anni Stocker      | 2:09,59 min |
| 10    | Heidi Zimmermann  | 2:09,97 min |

Datum: 29. Februar 1968

Ort: Bad Kleinkirchheim

Piste: Kaiserburgpiste

Streckenlänge: 1950 m

Tore: 54

### Slalom
| Platz | Name                | Zeit        |
| ----- | ------------------- | ----------- |
| 01    | Gertrud Gabl        | 1:37,72 min |
| 02    | Wiltrud Drexel      | 1:40,87 min |
| 03    | Christl Haas        | 1:41,04 min |
| 04    | Olga Pall           | 1:41,39 min |
| 05    | Elisabeth Pall      | 1:41,82 min |
| 06    | Heidi Zimmermann    | 1:46,10 min |
| 07    | Heidi Koler         | 1:46,42 min |
| 08    | Dora Storm          | 1:47,57 min |
| 09    | Brigitte Buchberger | 1:48,50 min |
| 10    | Dietlinde Klos      | 1:49,97 min |

Datum: 2. März 1968

Ort: Bad Kleinkirchheim

### Kombination
Die Kombination setzt sich aus den Ergebnissen von Slalom, Riesenslalom und Abfahrt zusammen.
| Platz | Name             | Punkte  |
| ----- | ---------------- | ------- |
| 1     | Christl Haas     | 019,980 |
| 2     | Gertrud Gabl     | 024,072 |
| 3     | Olga Pall        | 025,834 |
| 4     | Wiltrud Drexel   | 035,009 |
| 5     | Elisabeth Pall   | 052,906 |
| 6     | Heidi Zimmermann | 104,330 |